# Bayerische A I
| A I (Bayern) LEG – Faust bis Wallenstein            | A I (Bayern) LEG – Faust bis Wallenstein | A I (Bayern) LEG – Faust bis Wallenstein |
| --------------------------------------------------- | ---------------------------------------- | ---------------------------------------- |
| Modell der A I „Bavaria“ im Verkehrszentrum München |                                          |                                          |
| Nummerierung:                                       | Namen, Inventarnrn. 1–24                 | DER MÜNCHNER, Inventarnr. 25             |
| Anzahl:                                             | 24                                       | 1                                        |
| Hersteller:                                         | Keßler, Maffei, Meyer                    | Maffei                                   |
| Baujahre:                                           | 1844–1845                                | 1841                                     |
| Ausmusterung:                                       | bis 1878 (teils durch Umbau)             | 1859                                     |
| Bauart:                                             | 1A1 n2                                   | 1A1 n2                                   |
| Spurweite:                                          | 1.435 mm (Normalspur)                    | 1.435 mm (Normalspur)                    |
| Länge über Puffer:                                  | 9.739 mm                                 |                                          |
| Dienstmasse:                                        | 15,0/20,5 t                              | 13,8 t                                   |
| Reibungsmasse:                                      | 7,5 t                                    | 6,8                                      |
| Höchstgeschwindigkeit:                              | 40 km/h                                  | 59 km/h                                  |
| Indizierte Leistung:                                |                                          | 75 kW                                    |
| Treibraddurchmesser:                                | 1.524 mm                                 | 1.524 mm                                 |
| Laufraddurchmesser (vorne):                         | 915 mm                                   | 915 mm                                   |
| Laufraddurchmesser (hinten):                        | 915 mm                                   | 915 mm                                   |
| Zylinderanzahl:                                     | 2                                        | 2                                        |
| Zylinderdurchmesser:                                | 318 mm                                   | 305 mm                                   |
| Kolbenhub:                                          | 559 mm                                   | 457 mm                                   |
| Kesselüberdruck:                                    | 6,3 bar                                  | 6 bar                                    |
| Rostfläche:                                         | 0,72–0,83 m²                             | 0,93 m²                                  |
| Verdampfungsheizfläche:                             | 71,00 m²                                 | 46,00 m²                                 |
| Tenderbauart:                                       | 2 T 3,35                                 | 2 T 3                                    |
| Wasser:                                             | 3,35 m³                                  | 3,0 m³                                   |

In die Gattung A I ordneten die Königlich Bayerischen Staatseisenbahnen bei der Einführung des Bezeichnungssystems 1847 die vor diesem Zeitpunkt beschafften Lokomotiven mit einer angetriebenen Achse ein. Neben 24 weitgehend baugleichen Lokomotiven von drei verschiedenen Herstellern wurde auch die erste in Bayern von Maffei hergestellte Lokomotive DER MÜNCHNER in diese Gattung einsortiert.

## Geschichte
Es wurden von den drei Herstellern Keßler, Maffei und Meyer je acht Fahrzeuge mit der Auflage hergestellt, dass die Teile der verschiedenen Maschinen untereinander austauschbar waren. Sie erreichten auf einer Strecke mit einer Neigung von 1:200 eine Geschwindigkeit von 33 km/h. Die erste Maschine wurde 1871 ausgemustert und verschrottet. Weitere fünf Exemplare wurden zu Lokomotiven der Gattung B I sowie vier weitere zu C I umgebaut und vier wurden verkauft. Die letzte wurde 1874 verschrottet.
Im März 1872 erwarb die Königlich privilegierte Ludwigs-Eisenbahn-Gesellschaft (LEG) in Nürnberg eine Lokomotive mit dem Namen Faust. Weil sie sich gut bewährte, erwarb die LEG im Oktober 1873 zwei weitere Lokomotiven mit den Namen Henlein (oder Peter Henlein) und Wallenstein. Alle drei Lokomotiven waren 1845 gebaut worden. Die Wallenstein war von Keßler hergestellt worden, während die anderen zwei von Maffei stammten. Die Henlein wurde 1880 als erste ausgemustert und von der neuen B-n2t-Lokomotive Pegnitz abgelöst. 1881 folgte die Faust, die am 15. September 1881 durch die Franconia ersetzt wurde. Als letzte wurde Ende Juli 1885, nach insgesamt 40 Einsatzjahren, die Wallenstein ausgemustert und durch die 1B-Tenderlokomotive Daniel Ley ersetzt.
Sie waren mit einem Schlepptender der Bauart 2 T 3,35 ausgestattet.
Der Münchner erhielt die Inventarnummer 25. Ursprünglich wurde er für die München-Augsburger Eisenbahn-Gesellschaft gebaut. 1844 wurde die Gesellschaft von der Staatsbahn übernommen und die Maschine ging in den Besitz dieser über. Ein Großteil der Lok stammte aus England, was an der typisch englischen Birnenform des Stehkessels zu erkennen war. Sie war mit einem Schlepptender der Bauart 2 T 3 ausgestattet.